# Maximilian Schwetz
Maximilian Schwetz (* 9. Januar 1991 in Erlangen) ist ein deutscher Politiker und ehemaliger Triathlet.

## Werdegang

### Ausbildung
Schwetz besuchte das Ohm-Gymnasium Erlangen. Von 2011 bis 2015 studierte er im Bachelor-Studiengang Physik an der Eidgenössischen Technischen Hochschule Zürich (ETHZ) und wohnte in Wallisellen in der Nähe von Zürich.
Von 2015 bis 2020 studierte Schwetz im Master-Studiengang Physik in Saarbrücken und Marburg. Seit 2020 promoviert er in Marburg in der theoretischen Physik zum Thema „Tensor Networks and Measurement Based Quantum Computing“.

### Politisches Engagement
Seit 2021 ist Maximilian Schwetz in der Kommunalpolitik für die Grünen tätig.
2022 kandidierte der 31-Jährige auf Vorschlag von Bündnis 90/Die Grünen um das Amt des Bürgermeisters seiner Heimatstadt Kirchhain.

## Sportliche Karriere
Maximilian Schwetz erlernte mit knapp fünf Jahren das Schwimmen und startete eine Schwimmkarriere bei der SSG 81 Erlangen, die er ab 2004 hochleistungssportlich vorantrieb.
2010 wechselte er zum Triathlon und er konnte in seiner ersten Saison in die nationalen Top Ten Deutschlands vordringen. Nach eineinhalb Jahren gelang ihm die Qualifikation für die Elite-Europameisterschaft in Israel. Seit 2012 startete er in der 1. Triathlon-Bundesliga und von 2012 bis 2013 für den TuS Griesheim.
Er war international als starker Schwimmer bekannt. Am 17. März 2012 stellte Schwetz bei der Europameisterschaftsqualifikation in Saarbrücken einen neuen Rekord der Deutschen Triathlon Union über die 1500 Meter Schwimmen auf (16:50,2 Minuten).
Seit 2013 war er Mitglied der deutschen Nationalmannschaft im Triathlon (DTU) und seit 2014 startete er für das Bromelain POS Team Saar. Sein bis dato größter Erfolg gelang ihm mit dem vierten Rang bei der Elite Europameisterschaft im Jahre 2014 in Alanya (Türkei). Auch bei Team-Wettkämpfen konnte Schwetz Erfolge feiern – wie beim U23-Europameistertitel oder der Vizeeuropameisterschaft bei der Elite im Jahr 2014. Internationale Top-Ergebnisse feierte Schwetz mit zwei Podiumsplatzierungen in Weltcups 2015 und 2017.
Im Juni 2015 wurde er Dritter bei der deutschen Meisterschaft Sprint-Triathlon und 2016 wurde er hier Vizemeister. 2019 erreichte Schwetz erneut den dritten Platz bei der deutschen Meisterschaft im Sprint-Triathlon.

### Auseinandersetzung mit der Deutschen Triathlon Union 2017
2017 startete Maximilian Schwetz im B-Kader der DTU. Anfang der Saison 2017 wehrte er sich gegen die neu eingeführten Strukturen der DTU und klagte gegen dieselben.
Anschließend wurde er aus dem Bundeskader entlassen. 2019 trat Schwetz vom aktiven Leistungssport zurück, nachdem er die Qualifikation für die Olympischen Spiele 2020 in Tokyo knapp verfehlt hatte.

## Sportliche Erfolge
| Datum/Jahr    | Rang | Wettbewerb                                          | Austragungsort       | Zeit     | Bemerkung |
| ------------- | ---- | --------------------------------------------------- | -------------------- | -------- | --- |
| 10. März 2018 | 11   | ITU Triathlon World Cup                             | Mooloolaba           | 00:54:00 | |
| 12. Aug. 2017 | 3    | ITU Triathlon World Cup                             | Yucatán              | 00:55:04 | |
| 26. Juni 2016 | 2    | DTU Deutsche Meisterschaft Triathlon Sprintdistanz  | Düsseldorf           | 00:52:37 | Deutscher Vize-Meister Sprintdistanz hinter Justus Nieschlag beim T3 Triathlon Düsseldorf                                                               |
| 14. Mai 2016  | 1    | Burabay NTT ASTC Sprint Triathlon Asian Cup         | Burabai              | 00:55:30 | |
| 28. Juni 2015 | 3    | DTU Deutsche Meisterschaft Triathlon Sprintdistanz  | Düsseldorf           | 00:54:54 | Deutsche Meisterschaft Triathlon-Sprintdistanz |
| 14. Juni 2015 | 2    | ITU Triathlon World Cup                             | Santa María Huatulco | 00:59:29 | |
| 6. Sep. 2014  | 4    | DTU Deutsche Meisterschaft Triathlon Sprintdistanz  | Düsseldorf           | 00:55:06 | hinter dem Sieger Steffen Justus – bei der Deutschen Meisterschaft auf der Triathlon-Sprintdistanz (0,75 km Schwimmen, 20 km Radfahren und 5 km Laufen) |
| 12. Juli 2014 | 24   | ITU World Championship Series 2014                  | Hamburg              | 00:53:04 | auf der Sprintdistanz |
| 22. Juni 2014 | 2    | ETU Triathlon European Championship Mixed Team      | Kitzbühel            |          | im Team mit Sophia Saller, Hanna Philippin und Justus Nieschlag                                                                                         |
| 20. Juli 2013 | 27   | ITU World Championship Series 2013                  | Hamburg              | 00:53:10 | |
| 27. Juni 2013 | 1    | ETU Triathlon European Championship U23 Mixed Relay | Rijssen-Holten       | 00:17:58 | in der U23-Staffel mit Hanna Philippin, Lisa Sieburger und Justus Nieschlag                                                                             |
| 3. Juni 2012  | 2    | DTU Deutsche Meisterschaft Triathlon U23            | Darmstadt            |          | mit der besten Schwimmzeit |
| 29. Aug. 2011 | 4    | DTU Deutsche Meisterschaft Triathlon U23            | Grimma               | 00:56:37 | im Rahmen des Muldental-Triathlon |

| Datum/Jahr    | Rang | Wettbewerb                                   | Austragungsort | Zeit     | Bemerkung                  |
| ------------- | ---- | -------------------------------------------- | -------------- | -------- | -------------------------- |
| 6. Apr. 2014  | 25   | ITU Triathlon World Championship Series 2014 | Auckland       | 01:58:50 |                            |
| 12. Sep. 2013 | 11   | ITU Triathlon World Championship U23         | London         | 01:44:18 | U23-Weltmeisterschaft      |
| 15. Juni 2013 | 4    | ETU Triathlon European Championships         | Alanya         | 01:42:42 |                            |
| 17. Juni 2012 | 26   | ITU Triathlon World Cup                      | Banyoles       | 01:50:25 | mit der besten Schwimmzeit |
| 21. Apr. 2012 | 36   | ETU Triathlon European Championships         | Eilat          | 02:02:14 | beste Schwimmzeit          |